# Docolamia
Docolamia is een kevergeslacht uit de familie van de boktorren (Cerambycidae). De wetenschappelijke naam van het geslacht werd voor het eerst geldig gepubliceerd in 1944 door Breuning.

## Soorten
Docolamia is monotypisch en omvat slechts de volgende soort:
- Docolamia incisa (Aurivillius, 1916)